# Föraktet (1973)
Föraktet (originaltitel: The Hireling) är en brittisk dramafilm från 1973, regisserad av Alan Bridges och baserad på en roman av L.P. Hartley från 1957. Den handlar om en chaufför som förälskar sig i en kvinna ur aristokratin.
Filmen vann Guldpalmen vid filmfestivalen i Cannes 1973, ett pris som delades med den amerikanska filmen Fågelskrämman. Sarah Miles vann juryns specialpris för sitt porträtt av Lady Franklin.
Filmen hade svensk premiär den 18 augusti 1973.

## Rollista
- Robert Shaw – Steven Ledbetter
- Sarah Miles – Lady Franklin
- Peter Egan – Captain Hugh Cantrip
- Caroline Mortimer – Connie
- Elizabeth Sellars – Lady Franklins mor
- Ian Hogg – Davis
- Christine Hargreaves – Doreen
- Lyndon Brook – Doktor
- Patricia Lawrence – Mrs. Hansen
- Petra Markham – Edith